# R.C. Pro-Am II
R.C. Pro-Am II is een computerspel dat werd ontwikkeld door de Britse spelontwikkelaar Rare Ltd. en uitgegeven door Tradewest. Het spel kwam in 1992 uit voor het platform Nintendo Entertainment System. Het spel is een racespel waarbij het speelveld van bovenaf wordt weergegeven. In het spel moet een rode radiografisch bestuurbare auto zo snel als mogelijk over een circuit geloodst worden. Tijdens het spel kunnen motor en banden geüpgraded worden aan de hand van verdiende bonussen. In tegenstelling tot de vorige versie zijn de circuits meer verschillend. De speler heeft verschillende levens waardoor deze niet gelijk gameover is als deze als laatste aankomt.

## Ontvangst
Het spel werd overwegend positief ontvangen:
| Beoordeeld door             | Datum        | Score |
| --------------------------- | ------------ | ----- |
| Game Players                | juni 1994    | 87%   |
| Nintendo Magazine System UK | 1992         | 87%   |
| Jeuxvideo.com               | 8 maart 2012 | 85%   |
| The Video Game Critic       | 1 mei 2012   | 83%   |

## Prijzen
- In 1993 kreeg het spel van Nintendo Power de titel "beste NES spel van 1993".